# Saeco
Saeco er et italiensk cykelhold, der eksisterede under forskellige navne i perioden 1996 – 2004.
På holdet kørte blandt andre: 
- Aleksandr Shefer
- Danilo Di Luca
- Dario Pieri
- Fabio Sacchi
- Gerrit Glomser
- Gilberto Simoni
- Igor Astarloa
- Ivan Quaranta
- Mirko Celestino
- Salvatore Commesso
- Stefano Zanini
- Eddy Mazzoleni
- Damiano Cunego
- Paolo Savoldelli
- Ivan Gotti

## Navnevarianter
- Saeco-AS Juvenes San Marino, 1996
- Saeco, 1997
- Saeco Macchine per Caffé, 1998
- Saeco Macchine per Caffé-Cannondale, 1999
- Saeco Macchine per Caffé-Valli & Valli, 2000
- Saeco Macchine per Caffé, 2001
- Saeco Macchine per Caffé-Longoni Sport, 2002
- Saeco Macchine per Caffé, 2003
- Saeco Macchine per Caffé, 2004